# Desmodium delicatulum
Desmodium delicatulum är en ärtväxtart som beskrevs av Achille Richard. Desmodium delicatulum ingår i släktet Desmodium och familjen ärtväxter. Inga underarter finns listade i Catalogue of Life.